# البعد الآخر (مسلسل)
البعد الآخر هو مسلسل خيال علمي مغربي من إخراج محمد كغاط سنة 2006، عُرض على القناة الثانية المغربية. امتدّت السلسلة لأربعة مواسم، وشارك في تشخيصها عدد من الممثلين المغاربة، من بينهم رشيد الوالي، وعبد الله ديدان، وطارق البخاري وهشام بهلول وربيع القاطي، وهشام الوالي، وهدى الريحاني، ونجاة الوافي، وآخرين. تعتبر أول سلسلة تلفزية تستخدم المؤثرات البصرية الخاصة بالمغرب.

## الحبكة
في جو مشحون بالرعب والغموض، تحكي السلسلة قصصا مستوحاة من الخيال العلمي السينمائي والتلفزيوني العالمي، تدور جُلًّ وقائعها في أجواء مغربية خالصة بثقافتها الخاصة، وشخوصها المحليين، وخيالها المغربي الخالص.

## طاقم التمثيل
- رشيد الوالي
- ادريس الروخ
- عبد الله ديدان
- طارق البخاري
- هدى الريحاني
- حنان الإبراهيمي
- ربيع القاطي
- نجاة الوافي
- هشام الوالي
- هشام بهلول
- نعيمة إلياس
- فريد الركراكي
- أمل الأطرش
- ياسين أحجام
- محمد عاطر
- عبد الغني الصناك
- أحمد الرداني
- جواد العلمي
- سامية اقريو
- لطيفة أحرار
- رفيق بوبكر

## الحلقات

### الحلقة 1: سراب
تدور أحداث الحلقة حول امرأة عجوز تسعى لاسترجاع شبابها وجمالها، فإذا بها تقصد عرّافة لتساعدها على تحقيق حلمها عن طريق إعطائها آلة تصوير قديمة. كل ما يلزمها هو التقاط ثلاث صور لثلاث فتيات في مقتبل العمر كل يوم على التوالي. لكن ما بخبأه القدر لها أعمق بكثير مما هي تتخيل.

### الحلقة 2: خلاص
يأخذ عدنان قلب نور الذي توفى في حادث ويعيش به لكنه يبحث عن زوجة نور لأن قلبه يحبها، ولما تدرك ياقوت زوجته الأمر تغضب وتتبعه إلى منزل المرأة وتتشاجر معها فيقع عدنان في حادث ويموت.

### الحلقة 3: عقدة
رشيد والي ممثل معروف لكنه يسرق إحدى محلات الصاغة وتحقق معه الشرطة بعد أن كشفت الكاميرات الجريمة وهو كان يأخذ الذهب إلى سيدة يحبها وكان يظهر لها في شكله المشوه الحقيقي.

### الحلقة 4: رغبة وندم
تدور القصة حول شاب يحاور صديقاً له عبر الإنترنت، وفجأة تخترق شاشة الحاسوب سلسلة حروف ملونة تشكل حزاما، وتزحف نحو الخارج لتخنق الشاب أمام أعين صديقه في الجهة الأخرى بعيدا. ويتعلق الأمر، كما قد يخمن البعض، بفيروس معلوماتي كان أخ الضحية قد خلقه ولم يعد قادراً على التحكم به فصار يتعقب أفراد عائلته كلما دخلوا عوالم المراسلة الأنترنتية.

### الحلقة 5: نداء
تدور أحداث الحلقة حول ضابط شرطة يدعى حميد يتحرى في أمر اختفاء فتاة فيكتشفها بين زمرة أناس قرروا العيش في عالم آخر تسود فيه قيم أخرى أفضل، فيقع تحت تأثيرهم بدوره.

### الحلقة 6: ليلة عاشوراء
تدور أحداث الحلقة حول أربعة أطفال (حفيظ، كريم، هشام وعلي) يلهون بلعب كرة القدم في ليلة عاشوراء وبالضبط في منتصف الليل، فإذا بحفيظ يدخل في مناوشات كلامية مع كريم ليضربه هذا الأخير بالكرة على رأسه فترتد مرتمية إلى بيت قديم مهجور، كريم يجبر حفيظ على الدخول إلى البيت واسترجاع الكرة. يتضح للأصدقاء أن هذا البيت هو ذاته البيت المسكون بروح الحارس الليلي التهامي وعائلته الذي توفوا في نفس ليلة عاشوراء منذ سنوات جراء حادث أدى إلى احتراقهم بالمفرقعات النارية. لكن والدة حفيظ وأصدقائه سرعان ما يلاحظون أنه لم يعد يتصرف على طبيعته ليتبين أنه استحوذ من طرف روح مريم ابنة التهامي التي وعدت والدة حفيظ باسترجاع ابنها شريطة أن يدخل كريم إلى البيت المهجور لأنه الوحيد القادر على تحرير أرواحهم.

### الحلقة 7: عودة
يخرج الرجلين من شاشة عرض السينما وهما من تكساس فيذهبان إلى المدينة ويلتقيان برجل يطلبان منه أن يدلهما على مكان يشتريان منه مسدسات وأحصنة.

### الحلقة 8: مكتوب
تعيش امرأة وابنها في منزل في الريف، ذات مرة سمعت صوتًا غريبًا فتخرج إلى الحديقة فترى شكلًا مخيفًا يشبه الكرة فتأخذ البندقية لقتله فيتكاثر وأطلقت النار بالخطأ على ابنها فمات.

### الحلقة 9: عائشة
تحب جنية رجلًا وتريد الزاد منه لكنه يرفضها فتقرر أن تأخذه إلى عالمها وهناك يفاجئ بعائلتها وأشكالهم المخيفة حتى أنها تحولت إلى صورها الحقيقية فيصر أكثر على الإبتعاد عنها.

### الحلقة 10: همسات معمية
ثلاثي هشام و طارق و فريد، داخل السجن بعد جريمة قتل بحق امرأة، يخططون للفرار من هذا السجن، ذات يوم و هم يخططون لطريقة الهروب يتفاجؤون بشخص غريب داخل زنزانتهم، يفاجؤهم هذا الشخص بعلمه بكل مايخططون له سرا، فيتفاجؤون، و يزيد اندهاشهم منه بعد أن قام بحركات فوق قوانين الطبيعة، يقررون الاستعانة به للهروب من السجن، فيتأتى لهم ذلك.
في لمح البصر يجدون أنفسهم خارج السجن داخل غابة كثيفة، فيبدؤون في البحث عن المخرج، لكن، تحدث حزازات بين فريد و طارق، ما يجعل هذا الأخير يقتل فريد، بعد مشاهدة هشام لما جرا، يتفاجأ بأن طارق ينوي قتله كذلك ليحدث بينهما شجار ينتهي بقتل هشام لطارق.
يكمل هشام طريقه داخل الغابة، ليلمح بيتا داخلها، يقرر الدخول و يفعل، بعد دخوله البيت يتفاجأ بشيء ما مغطى بقطعة توب، ينزع الثوب ليجد تحته جثة المرأة التي قتلها، في نفس اللحظة يسمع صوت اغلاق باب البيت، يلتفت فيتفاجأ بالشخص الذي أخرجهم من السجن يحمل ساطورا، بعد حديث قصير، يكتشف هشام أن هذا الشخص هو زوج القتيلة، و أنه فعل كل هذا لينتقم لزوجته، التي توفيت و هي حامل، يحمل الزوج الساجور و يتجه لضرب هشام، فتتغير الصورة لهشام و هو يرتمي من نافدة الزنزانة الى ساحة السجن، يصطدم بالأرض قتيلا، بينما فريد و طارق مطعونان مرتميان وسط دمائهما داخل الزنزانة، كل ما جرى، كان همسات معمية، أو وهم عاشه السجناء الثلاثة أدى بهم للقاء مصيرهم و ذاقو من نفس كأس فعلتهم

### الحلقة 11: نفيسة
تروي الحلقة قصة امرأة مريضة تسمى نفيسة تموت تحت تعذيب ثلاثة لصوص كانوا يودون سرقة الفيلا التي تقطن فيها. ولكي تنتقم منهم تخرج روحها منها وتتربص بهم فتُصيّر أحدهم لوحة والآخر قطعة من زجاج.

### الحلقة 12: ظل الروح
يقتل إدريس في ظروف غامضة وتحزن ابنته كثيرًا ويخبر صديقه أحد أصدقاءهما أنه قتل فيستغرب هذا الأخير وفي يوم من الأيام تخرج روح إدريس للانتقام من الشخص الذي قتله وهما صديقيه المقربان فيقتلهما ويرحل.

### الحلقة 13: أجرة ليلة
تذهب امرأة مع ابنها المقعد للعيش في ضيعة في منزل مهجور فيأتي رجل لإصلاح الكهرباء والماء لكن الولد شعر بالخوف منه وبالفعل يحاول الرجل خنق المرأة لكنها كانت ذات قوة خارقة وهزمته وعلمت فيما بعد أنه صاحب المنزل.

### الحلقة 14: نهاية
تحدد امرأة ضحاياها عن طريق الانترنت لسرقتهم وتتبعها الشرطة ويقوم أحد الضباط بمهمة التقرب منها والإيقاع بها وهى تحاول سلب امرأة.

### الحلقة 15: قناع
تحكي الحلقة قصة خادمة في أحد البيوت تُقرر التحول إلى شرطية لمصالحة زوج وزوجة حول مشكل حضانة ابن لهما. فتظهر الخادمة في الشارع مقنعة الوجه تملك خصائص المصارعة والعراك على الطريقة الأسيوية وتقوم بالمهمة.

### الحلقة 16: اضطراب
تعيش ماريا اضطرابات عقلية أو هواجس بسبب أنها رأت الرجل والمرأة التي ضربتهما بالسيارة إذ حاولت الانتحار ثم دخلت في غيبوبة وأثناء ذلك عاشت تجربة الاقتراب من الموت.

### الحلقة 17: فشل
سعيد رجل أعمال ممتاز متزوج ولديه ابنة لكنه لا يهتم بهما لأنه يفضل العمل على بيته فتقرر زوجته ترك المنزل، أما هو فيخسر كل ما قام به طيلة سنوات في مجاله فيصاب بالرعب.

### الحلقة 18: ذاكرة
تدور أحداث القصة حول شاب ساعاتي حصل ذات مرة على ساعة معطلة و نادرة تعود إلى حقبة غابرة حاول إصلاحها لكنه سيفاجئ بأنها بوابة للسفر عبر الزمن. اقنع خادما له للسفر للماضي سويا بهدف تصحيح بعض الأفعال الطائشة التي أدت بهم إلى واقعم المرفوض، لكنهم سيواجهون عدة متاعب أثناء رحلتهم بحيث سيجدون انفسهم اخيرا خلف القضبان ثم سيفكرون للفرار إلى الحاضر باستعمال الساعة لكنهم سيفاجئوا بتعطلها و بتوتر القوا بها على أرضية الزنزانة لتشتغل لآخر مرة و عشوائيا ستختار الساعة الزمن الذي ستضعهم فيه ليجدوا أنفسهم في النهاية أمام قبرين لهما ثم فجأة يتحولون إلى تراب .

## جوائز
حصلت السلسلة على جائزتين في مهرجان القاهرة الثاني عشر للإذاعة والتلفزيون، منها الجائزة الفضية عن الحلقة المُعنونة ب«نداء». كما حصلت أيضا على جائزة في مهرجان نجوم بلادي.

## وصلات خارجية
- البعد الآخر على موقع قاعدة بيانات الأفلام العربية